# Das chinesische Wunder
Pour les articles homonymes, voir Wunder.
Pour plus de détails, voir Fiche technique et Distribution.
Das chinesische Wunder (en français Le Miracle chinois) est un film allemand réalisé par Wolfgang Liebeneiner, sorti en 1977.

## Synopsis
Le jeune chirurgien Kristian Keller est un médecin idéaliste. Depuis longtemps, il est dégoûté par l'égoïsme et de la cupidité de nombreux collègues qui ne veulent plus aider les malades, comme son chef de service, le professeur Gaspardi, aussi satisfait de lui que vaniteux et autoritaire, et avec qui il est souvent en conflit. Plus d'une fois les deux hommes s'affrontent et Gaspardi ne manque pas de rappeler qui est le chef et qui est le subordonné. Par ailleurs, Keller a une liaison avec Detta, la jeune épouse du professeur. Elle est de plus en plus dégoûtée par le comportement et de la vanité de son mari et elle vit son mariage comme un échec depuis longtemps. Un jour, Keller quitte la clinique car il a la sensation d'être dans une impasse. Il va à Hong Kong pour y commencer une nouvelle carrière médicale. Comme convenu, Detta le rejoindra.
Durant le vol, Keller fait connaissance avec Poliakoff, un vieux Russe, qui lui présente l'acupuncture. C'est pour lui un monde complètement nouveau mais intéressant. Soudain une femme perd les eaux. Keller et Poliakoff lui viennent en aide. Poliakoff dispose les aiguilles sur la patiente qui accouche par césarienne et ne ressent aucune douleur. Fasciné par les connaissances de Poliakoff, Keller veut qu'il lui transmette tous ses secrets mais, peu après, Poliakoff meurt dans une explosion. Keller hérite de ses aiguilles. Entre-temps, après un accident, Detta est victime de pénibles migraines. Elle ne peut plus se rendre à Hong Kong.
Après une absence de quelques années, Keller retourne en Allemagne. Après le scepticisme de ses collègues, Keller obtient ses premiers succès avec l'acupuncture et guérit Detta de ses migraines. La médecine chinoise devient à la mode en Europe.

## Fiche technique
- Titre original : Das chinesische Wunder
- Réalisation : Wolfgang Liebeneiner
- Scénario : Manfred Barthel, Kurt Nachmann
- Musique : Sam Spence
- Direction artistique : Robert Stratil
- Photographie : Götz Neumann, Rainer Teumer
- Montage : Annemarie Rokoss
- Production : Hans Pflüger
- Sociétés de production : Cinema 77
- Société de distribution : 20th Century Fox of Germany
- Pays d'origine :  Allemagne de l'Ouest
- Langue : allemand
- Format : Couleurs - 2,35:1 - Mono - 35 mm
- Genre : Drame
- Durée : 94 minutes
- Dates de sortie :
  -  Allemagne de l'Ouest : 21 janvier 1977.

## Distribution
- Christian Kohlund : Dr. Kristian Keller
- Senta Berger : Detta Gaspardi
- Heinz Rühmann : Poliakoff
- Peter Pasetti : Prof. Gaspardi
- Harald Leipnitz : Dr. Linkers
- Friedhelm Lehmann : Dr. Folkmann
- Sabi Dorr (de) : Dr. Singh
- Bert Fortell : Theo
- Herbert Fux : Menzel
- Reinhard Kolldehoff : Le capitaine de l'avion
- Lisa Chung Ding Dong : Mei Lan
- Gaby Herbst
- Marion Kracht
- Margot Mahler
- Kitty Mattern
- Alexander May
- Bruno W. Pantel
- Ellen Umlauf

## Histoire
Das chinesische Wunder est tourné dans le second semestre 1975 en Allemagne et à Hong Kong. Il est typique des nombreux films allemands tournés entre 1975 et 1978 et produits par des sociétés montés spécialement pour bénéficier d'une réduction d'impôt. Hans Pflüger est un producteur spécialisé dans ce genre de films. La majorité de ces films, comme Der Geheimnisträger, Auch Mimosen wollen blühen, Lady Dracula, Frauenstation, bénéficient de grands moyens coûteux, sans avoir une qualité supérieure, et sont surtout des bides. En dépit des grands noms, à cause de cette mauvaise qualité, il y a de nombreuses difficultés dans la distribution.

## Source de traduction
- (de) Cet article est partiellement ou en totalité issu de l’article de Wikipédia en allemand intitulé « Das chinesische Wunder » (voir la liste des auteurs).